# Масаллинский район
Масалли́нский райо́н (азерб. Masallı rayonu) — район на юге Азербайджана. Административный центр — город Масаллы.

## География
Масаллинский район граничит с Ленкоранским, Лерикским, Ярдымлинским, Джалилабадским, Нефтечалинским районами. С востока район омывается Каспийским морем. На западе расположены Талышские горы, Буроварский хребет. Высота территории достигает 917 м.
Климат мягкий субтропический. Средняя температура в районе летом составляет +29 градусов, а зимой 7 градусов выше нуля. Средняя температура в январе 2,5 °C, в июле 25,6 °C. Величина годовых осадков — 600—800 мм.
Имеются минеральные и геотермальные источники.
Самой крупной рекой является Виляшчай.
В горной части района имеются широколиственные леса гирканского типа — дуб каштанолистный, граб, бук, амбур (Parrotia persica), самшит гирканский, хурма кавказская, мушмула, иглица гирканская, даная и др.
редкие растения, в том числе железное дерево (парротия персидская). Из деревьев тут растут также бук, граб, железное дерево, ольха, дуб и др.
Общая площадь лесов района составляет 16,9 тыс. гектар.
Расстояние до Баку — 232 км.

## История
Масаллинский был образован 8 августа 1930 года.

## Население
На январь 2015 года численность населения составляла 215,2 тыс. чел.Средняя плотность населения — 158 чел. на 1 км2.
На 1 января 2024 года численность населения составила 226 661 человек. Из них 114 138 мужчин (50,4 %), 112 523 женщин (49,6 %). 51 590 человек — городское население (22,76 %). 175 071 человек — сельское (77,24 %).
Плотность населения — 315 чел. на 1 км2.
Численность (тыс.) 
|                       | 2010   | 2013   | 2014   | 2015   | 2016   | 2017   |
| Численность населения | 202,5  | 211,9  | 215,2  | 218,5  | 221,5  | 223,8  |
| Рост населения        | 3044 ▲ | 3133 ▲ | 3026 ▲ | 3117 ▲ | 2729 ▲ | 2232 ▲ |
| Рождаемость           | 4176   | 4223   | 4177   | 4224   | 3883   | 3446   |
| Смертность            | 1132   | 1090   | 1151   | 1107   | 1154   | 1214   |

| Год      | 2015  | 2020  | 2021  | 2022  | 2023  |
| -------- | ----- | ----- | ----- | ----- | ----- |
| тыс. чел | 218,5 | 222,9 | 223,8 | 225,3 | 226,7 |

## Административное устройство
Центр района — город Масаллы. Крупными населёнными пунктами являются поселки Аркиван, Борадигях, сёла Шарафа, Банбаши, Кызылагадж, Тезе Алвады, Хырмандалы.

### Населённые пункты
- Аркиван (старое название Дашвенд) — посёлок в Масаллинском районе, который расположен в 2 км от центра города, находится на правом берегу Виляшчая, в предгорьях Ленкоранской низменности, Талышских гор и Каспийского моря.
- Борадигях — посёлок городского типа в Массалинском районе, расположенный на Ленкоранской низменности, в 15 км от железнодорожной станции. В 2009 году в посёлке насчитывалось 10 600 человек.
- Масаллы — город, административный центр Масалинского района. по данным 2012 года в Масаллинском районе численность населения составляет 286 000 человек.
- Хырмандалы — село Масаллинского района. Население преимущественно состоит из тюрков шахсевенского происхождения. По данным 2009 года, население состояло из 5700 человек.[5]
- Мишками — деревня Масаллинского района. По данным на март 2017 года численность населения деревни составляет 534 человек.
- Гасымлы — село Масаллинского района. Население состоит из азербайджанцев.
- Тюркоба — село Масаллинского района. Население преимущественно состоит из талышей.
- Хишкядяря — село входящее в административно-территориальную единицу Масаллинского района. Население села состоит из талышей.
- Банбаши — село Масаллинского района, по данным 2009 года, население состояло из 2440 человек.

Иные населённые пункты:
- Чахырлы
- Татьян
- Гаджитепе
- Шахрияр
- Махмудавар
- Колатан
- Кызылагадж
- Гариблар
- Онджагала
- Кехна Алвады
- Ниналов
- Бабакуджа
- Гасанлы
- Хыл

## Экономика
Район относится к Ленкорань-Астаринскому экономическому району.
Действует 49 предприятий.

### Сельское хозяйство
| Год            | 2015   | 2020     | 2021     | 2022     | 2023     |
| -------------- | ------ | -------- | -------- | -------- | -------- |
| Зерно          | 12 432 | 10 458,3 | 11 147,1 | 11 093,1 | 11 932,5 |
| Из них пшеница | 8 144  | 6 917    | 7 469    | 7 229    | 7 720    |
| Подсолнух      | 67     | 43,2     | 44,5     | 45       | 45       |
| Картофель      | 1 282  | 880,5    | 893,6    | 900      | 903      |
| Овощи          | 2 542  | 2 009,3  | 2 001,3  | 2 025,5  | 2 014,5  |
| Бахчевые       | 515    | 332,2    | 317,2    | 311,7    | 311,5    |
| Сады           | 507    | 779,6    | 822      | 842,6    | 858      |
| Чай            | 40     | 130,4    | 132,9    | 132,9    | 133,8    |

|                     | 2015   | 2020     | 2021     | 2022     | 2023     |
| ------------------- | ------ | -------- | -------- | -------- | -------- |
| Зерно               | 30 116 | 24 841,4 | 26 915,3 | 27 998,7 | 27 816,3 |
| Из них пшеница      | 19 871 | 16 271,7 | 17 628,4 | 17 494,2 | 18 759,6 |
| Подсолнух           | 121    | 90       | 89,4     | 94,5     | 94,6     |
| Картофель           | 19 219 | 15 303,1 | 15 530,8 | 15 695,2 | 15 892,8 |
| Овощи               | 62 261 | 58 165,4 | 55 704,8 | 56 611,7 | 56 380   |
| Бахчевые            | 6 403  | 4 780,4  | 4 563,5  | 4 538    | 4 552    |
| Сады                | 2 347  | 4 264,3  | 4 366,4  | 4 806,2  | 5 048,8  |
| Листья зелёного чая | 3      | 15,5     | 15,5     | 12,9     | 23,5     |

| Год        | 2015  | 2020  | 2021  | 2022  | 2023  |
| ---------- | ----- | ----- | ----- | ----- | ----- |
| Количество | 4 102 | 9 711 | 9 719 | 9 771 | 9 799 |

## Инфраструктура
Действует 3 музея, 6 парков.

### Транспорт
Общая длина автомобильных дорог, проходящих через территорию района, составляет 330,2 км. Из них ко II категории относятся 11 км, к III категории — 102,4 км, к IV категории — 66,8 км, к V — 150 км.
Длина железных дорог, проходящих через территорию района, равна 36,2 км. 9,2 км из них являются остаточными железными дорогами.

### Жилой фонд
| Год                  | 2015    | 2020    | 2021    | 2022    | 2023    |
| -------------------- | ------- | ------- | ------- | ------- | ------- |
| Количество (тыс. м2) | 4 668,4 | 5 275,7 | 5 365,2 | 5 509,1 | 5 599,9 |

| Год             | 2015   | 2020    | 2021   | 2022    | 2023   |
| --------------- | ------ | ------- | ------ | ------- | ------ |
| Количество (м2) | 24 933 | 112 420 | 89 400 | 143 900 | 82 169 |

## Здравоохранение
В районе расположены 4 больницы на 342 койки, 36 поликлиник. Работает 213 врачей, 473 средних медицинских работника.

## Образование
Действует 95 школ, 48 библиотек на 265 100 книг.
| Год | 2015   | 2020   | 2021   | 2022   | 2023   |
| --- | ------ | ------ | ------ | ------ | ------ |
| чел | 27 137 | 30 899 | 30 852 | 30 421 | 29 307 |

## Исторические и архитектурные памятники
В Масаллинском районе находятся 168 древних памятников, крепостей, дворцов, храмов, бань, родников, 51 из которых являются историческими и архитектурными памятниками, 70 — археологическими, остальные — памятниками XX века.
- Мавзолей Назиры Ханум в селе Хишкадара (XIV век)
- Археологический памятник, тюркское поселение в селе Махмудавар (III—IX век)
- Крепость Аркиван (IX—X век)
- Поселение Шахрияр в селе Гаргалык, относящееся к средним векам;
- Мечеть Джума в городе Масаллы (XIX век)
- Мечеть Борадигяр (XIX век)
- Мечеть Кызылавар (XIX век)
- Баня в городе Масаллы (XIX век)
- Мавзолей Амира в селе Гулутепе (XIX век
- Родник Мехти в селе Аркиван (XIX век
- Источник Мирсали в селе Сыхдаш (XIX век
- Мавзолей Баба Сеидаги в селе Махмудавар (XVI век
- Фигуры горного барана в селах Шихлар, Годман, Махмудавар, Еддиоймаг и Гусейнгаджилы (XIX век
- Курганы Карахантепе, Гошатепе, Аллахгулутепе и Мирзатепе в селе Хишкедлара, относящиеся к бронзовому веку
- Курганы Мамедтепе, Остиоттепе, Алытепе в селе Таза Алвады, относящиеся к бронзовому и железному периодам
- Гробница Мир Саид Садыг Аги в селе Аркиван
- Музей истории краеведения, с экспонатами до 20 тысяч штук, в селе Хишкедере
- Крепость Саххат в селе Ниналов, относящаяся к средним векам
- Родник Шахсафи в селе Аркиван

В Масаллинском краеведческом музее содержится более 7 тысяч экспонатов, которые отражают историю региона со времен энеолита (4 тыс. до н. э.) до XX века. В экспозиции музея представлены образцы одежды, графики, скульптуры, резьбы, прикладного искусства, нумизматики, этнографии, фотографии и документы.

## Минеральные источники

### Истису
Истису находится около села Аркиван. Название термального источника в переводе означает «горячая вода» (азерб. «isti» — «горячий», «su» — «вода»). Вода этого источника поступает из недр земли с глубины 90-250 м в горячем виде (около 69 градусов Цельсия) и применяется при лечении многих заболеваний. Вокруг источника построены несколько пансионатов, коттеджи, палаточные городки.

## Главы
Первые секретари районного комитета партии:
- Миншеев (1931—1933)
- Баба Сеидов (1933—1934)
- Гусейн Абдуллаев (1934—1935)
- Джалил Гасымов (1935—1937)
- Керим Ибрагимов (1937—1940)
- Алекбер Алиев (1941—1942)
- Нагдалиев (1943—1944)
- Ханифа Гусейнов (1944—1947)
- Джалил Мамедов (1947—1952)
- Мамед Мамедов (1952—1958)
- Газанфар Мамедов (1958—1961)
- Матлаб Мамедов (1961—1962)
- Алиовсат Бахышов (1965—1971)
- Аладдин Гасанов (1975—1983)
- Алескер Годжаманов (1983—1989)
- Ильтифат Мамедов[азерб.] (1989 —1991)
- Гусейнага Ганиев (1991)

С 1991:
- Теймур Яхъяев[азерб.] (4 ноября 1991 — 2 июня 1992)[8]
- Ильтифат Абдулали оглы Рагимов (2 июня 1992 — 28 июля 1992)[8][9]
- Агаддин Нифталиев[азерб.] (28 июля 1992 — 8 ноября 1993)[9][10]
- Теймур Яхъяев[азерб.] (8 ноября 1993 — 30 июля 2000)[10][11]
- Ширали Агали оглы Ахадов (30 июля 2000 — 5 декабря 2002)[12][13]
- Азер Фаттах оглы Сафаров (5 декабря 2002 — 30 сентября 2004)[14][15]
- Октай Джалил оглы Алиев (30 сентября 2004 — 29 сентября 2006)[16][17][18]
- Газанфар Агаев (29 сентября 2006 — 14 апреля 2012)[19][20]
- Рафиль Гусейнов (14 апреля 2012 — 20 ноября 2019)[21][22]
- Шахин Мамедов[азерб.] (20 ноября 2019 — 25 июля 2022)[23][24]
- Араз Ахмедов (с 25 июля 2022)[25]

## Известные уроженцы
- Заби Ахад оглы Гулиев — советский государственный деятель Азербайджанской ССР.